# 2025 à la télévision
 (juillet 2025).
Si vous disposez d'ouvrages ou d'articles de référence ou si vous connaissez des sites web de qualité traitant du thème abordé ici, merci de compléter l'article en donnant les références utiles à sa vérifiabilité et en les liant à la section « Notes et références ».
| Années de la télévision : 2022 - 2023 - 2024 - 2025 - 2026 - 2027 - 2028    |
| Décennies de la télévision : 1990 - 2000 - 2010 - 2020 - 2030 - 2040 - 2050 |

Cet article présente les faits marquants de l'année 2025 à la télévision.

## Événements

### Janvier
- 2 janvier : Retour de l'émission Le Bigdil sur RMC Story présentée par Vincent Lagaf'.
- 6 janvier : TF1 fête ses 50 ans car en 1975, la première chaîne nationale historique de France créée en 1949, est dès lors renommée TF1[1].
- 13 janvier : L'Autorité de régulation de la communication audiovisuelle et numérique (ARCOM) annonce le changement de numérotation de la TNT dans la nuit du 5 au 6 juin 2025.
- 15 janvier : Le président du conseil de surveillance de CMI France, Denis Olivennes, annonce que le nom définitif de la chaîne est « T18 ».

### Février
- 19 février : Le Conseil d'État rejette les recours de C8 et NRJ 12.
- 22 février : Arrêt de l'émission Direct Auto sur C8 présentée par Grégory Galiffi.
- 23 février :
  - Arrêt de l'émission Envie d'Agir sur C8 présentée par Jaleh Bradea.
  - Arrêt de l'émission Le Mag qui fait du bien sur C8 présentée par Karine Arsène.
  - Arrêt des émissions Les Animaux de la 8 et Animaux à Adopter sur C8 présentée par Élodie Ageron et Sandrine Arcizet[2].
- 25 février : Arrêt de l'émission L'Essentiel chez Labro sur C8 présentée par Philippe Labro.
- 27 février :
  - Arrêt de l'émission Chez Jordan De Luxe sur C8 présentée par Jordan De Luxe.
  - Arrêt de l'émission William à midi ! sur C8 présentée par William Leymergie[3].
- 28 février : 
  - Arrêt de l'émission Gym Direct sur C8 présentée par Sandrine Arcizet.
  - Diffusion de La Grande Soirée de C8 sur C8.
  - Diffusion des 20 ans de grandes émotions sur NRJ 12.

### Mars
- 1er mars : Arrêt de la diffusion des chaînes C8 et NRJ 12 sur la TNT après le retrait de leur autorisation d'émettre sur décision de l'Autorité de régulation de la communication audiovisuelle et numérique (ARCOM). NRJ 12 finit sa diffusion par de la neige, et quant à C8, un écran noir de 8 secondes, puis celui avec le texte « La chaîne C8 a cessé d'émettre » et l'Autorité de régulation de la communication audiovisuelle et numérique (ARCOM) a envoyé une message à la télévision avec l'écran noir « Un nouveau programme vous sera proposé sur ce canal à compter du 6 juin 2025. ».
- 3 mars : Lancement de la chaîne TPMP à 18h10. La diffusion commence avec un compte à rebours de 15 minutes.
- 14 mars : BFM Paris Île-de-France cesse d'émettre sur le canal 30 de la TNT Île-de-France[4].
- 21 mars : La banque Lazard est mandatée pour la vente de Chérie 25, Rodolphe Saadé (CMA CGM) et Daniel Kretinsky (CMI France) étaient intéressés. Finalement c'est l'offre de Rodolphe Saadé qui est retenue, la vente de Chérie HD est en attente de confirmation de l'ARCOM à ce jour (30 juin 2025).
- 24 mars : TV Tours Val de Loire devient Val De Loire TV.
- 26 mars : Fin de la chaîne TPMP.
- 31 mars : La TNT fête ses 20 ans à la télévision.

### Avril
- 14 avril : OFTV dévoile son nom et son habillage : Novo 19.

### Mai
- 9 mai : Jacques Legros quitte le JT de 13h sur TF1.
- 25 mai : Retour d'Animaux à Adopter sur TMC avec des rediffusions. Les 19 nouveaux épisodes inédits de l'émission seront diffusés à la rentrée 2025[5].

### Juin
- 5 juin : Canal+, Canal+ Cinéma(s), Canal+ Sport et Planète+ quittent la TNT, après l'annonce du retrait de l'autorisation C8 de l'Arcom le 1er mars 2025. L'économie d'exploitation des émetteurs TNT s'élèverait à environ 10 à 15 millions d'euros pour chaque programme de télévision émis sur le plan national[6].
- 6 juin :
  - Nouvelle numérotation des chaînes de la TNT déterminée par l'Autorité de régulation de la communication audiovisuelle et numérique (ARCOM).
  - Les logos de France 2, France 3, France 4 et France 5 sont remplacés par un logo unique : france.tv.
  - Fermeture de Culturebox sur France 4.
  - Habillage de LCI, à la suite de l'arrivée sur le canal 15.
  - Mise à l'antenne du logo et de l'habillage de BFM TV, avec la lettre B découpée en 13.
  - Lancement de la chaîne T18 à 19h45 sur le canal 18 de la TNT avec Laurent Ruquier, Matthieu Croissandeau et Ava Djamshidi.
  - Paris Première passe sur le canal 26, à la suite de la renumérotation de la TNT par l'Autorité de régulation de la communication audiovisuelle et numérique (ARCOM).
  - Après le retrait de la TNT, Canal+ passe sur le canal 40, à la suite de la renumérotation par l'Autorité de régulation de la communication audiovisuelle et numérique (ARCOM).
- 16 juin : Lancement du feuilleton Tout pour la lumière à 18h00 sur TF1.
- 26 juin :
  - Anne-Sophie Lapix quitte le JT de 20h sur France 2.
- 30 juin : Lancement du feuilleton Nouveau Jour à 20h35 sur M6.

### Juillet
- 3 juillet : Retour d'Intervilles après 12 ans d’absence sur France 2 avec quatre émission en prime time.
- 6 juillet : Après 647 participations, Émilien, maître de midi des 12 Coups de midi sur TF1, a été éliminé et quitte le jeu avec une cagnotte de 2 566 931 €[7].
- 7 juillet : Un dîner presque parfait revient sur Gulli.
- 14 juillet : Isabelle Ithurburu remplace Jacques Legros dans le JT de 13h sur TF1.
- 28 juillet : Karine Ferri quitte les chaînes du groupe TF1.

### Août
- 30 août : Olivier Minne quitte Fort Boyard sur France 2 après 23 saisons à la présentation.

### Septembre
- 1er septembre :
  - Lancement de la chaîne Novo 19 sur le canal 19 de la TNT.
  - Anicet Mbida et Sandrine Arcizet rejoignent Bonjour ! La Matinale TF1 sur TF1[8].
  - Olivier Minne quitte France 2 et rejoint M6 pour l'émission Le Maillon Faible.
  - Anne-Sophie Lapix rejoint M6.
  - Léa Salamé remplace Anne-Sophie Lapix dans le JT de 20h sur France 2.
  - Karine Ferri rejoint les chaînes RMC Story et RMC Découverte.

### Octobre
- x

### Novembre
- 18 novembre : Gulli fête ses 20 ans.
- 28 novembre : BFM TV fête ses 20 ans.

### Décembre
- 31 décembre : Arrêt de l'émission Téléshopping sur TF1 présentée par Marie-Ange Nardi et Alexandre Devoise.

## Documentaires
- Canal+ : Laure ! Laure ! Laure ! sur la nageuse française Laure Manaudou

## Concerts et spectacles
- TF1 : Jeff Panacloc Adventure diffusé le 10 janvier 2025
- France 2 : Le Gala des Pièces Jaunes : le concert évènement diffusé le 28 janvier
- M6 : Mylène Farmer : Nevermore diffusé le 8 février
- TF1 : Au pays des Enfoirés ! diffusé le 7 mars 2025.

## Émissions
| Émission                                              | Saison | Date de début | Date de fin | Présentation                   |
| ----------------------------------------------------- | ------ | ------------- | ----------- | ------------------------------ |
| Les Bravos d'or                                       |        | 1er janvier   | 1er janvier | Leïla Kaddour-Boudadi et Nagui |
| L'amour est dans le pré                               | 20     | 12 janvier    | en cours    | Karine Le Marchand             |
| Les Touristes : Mission hôtesses de l'air et stewards | 6      | 17 janvier    | en cours    | Arthur                         |
| Merci Dorothée !                                      | -      | 24 janvier    | 24 janvier  | Nikos Aliagas                  |
| The Voice : La Plus Belle Voix                        | 14     | 1 février     | 3 mai       | Nikos Aliagas                  |
| Qui veut être mon associé ?                           | 5      | 5 février     | 19 mars     |                                |

## Jeux télévisés
| Émission                                                | Saison | Date de début | Date de fin | Présentation       | Notes |
| ------------------------------------------------------- | ------ | ------------- | ----------- | ------------------ | ----- |
| Le Bigdil                                               | 11     | 2 janvier     | en cours    | Vincent Lagaf'     |       |
| Danse avec les stars                                    | 14     | 7 février     | 25 avril    | Camille Combal     |       |
| Le Grand Concours : Spéciale Pièces Jaunes              | -      | 14 janvier    | 14 janvier  | Arthur             |       |
| Pékin Express : La Route des tribus légendaires         | 20     | 16 janvier    | 5 avril     | Stéphane Rotenberg |       |
| Le Grand Concours : Spéciale 50 ans de TF1              | -      | 28 janvier    | 28 janvier  | Arthur             |       |
| Qui veut gagner des millions ? : Spéciale 50 ans de TF1 | -      | 4 février     | 4 février   | Arthur             |       |

## Téléfilms
| Titre                | RTBF       | RTL TVI | RTS | TF1        | France 2  | France 3  | Canal+ | M6 |
| -------------------- | ---------- | ------- | --- | ---------- | --------- | --------- | ------ | -- |
| Enquête Parallèle    |            |         |     |            |           | 4 janvier |        |    |
| Tout le bleu du ciel | 26 janvier |         |     | 27 janvier |           |           |        |    |
| Bénie soit Sixtine   |            |         |     |            | 5 janvier |           |        |    |

## Séries télévisées en France

### Diffusées à la télévision
| Série                                    | Saison | Date de début | Date de fin |
| TF1                                      | TF1    | TF1           | TF1         |
| ---------------------------------------- | ------ | ------------- | ----------- |
| Plus belle la vie, encore plus belle     | 2      | 6 janvier     | En cours    |
| Erica                                    | 1      | 6 janvier     | 20 janvier  |
| Elsbeth                                  | 1 et 2 | 8 janvier     | En cours    |
| Panda                                    | 2      | 9 janvier     | 30 janvier  |
| Mademoiselle Holmes                      | 2      | 6 février     | 27 février  |
| Clem                                     | 14     | 24 février    | 24 février  |
| Tout pour la lumière                     | 1      | 16 juin       | En cours    |
| France 2                                 |        |               |             |
| Les Enquêtes du commissaire Van der Valk | 3      | 5 janvier     | 19 janvier  |
| Rivages                                  | 1      | 6 janvier     | 20 janvier  |
| Made in France                           | 1      | 15 janvier    | 29 janvier  |
| Inspecteur Barnaby                       | 24     | 26 janvier    | 16 février  |
| L'Art du crime                           | 8      | 3 février     | 10 février  |
| Auschwitz, des survivants racontent      | 1      | 27 janvier    | 27 janvier  |
| Flair de famille                         | 2      | 7 février     | 7 février   |
| Frotter frotter                          | 1      | 19 février    | 26 février  |
| France 3                                 |        |               |             |
| A priori                                 | 8      | 4 février     | 25 février  |
| Canal+                                   |        |               |             |
| Rogue Heroes                             | 2      | 02 janvier    | En cours    |
| Families Like Ours                       | 1      | 6 janvier     | 20 janvier  |
| Conflict                                 | 1      | 27 janvier    | En cours    |
| Dexter : Les Origines                    | 1      | 7 février     | En cours    |
| M6                                       |        |               |             |
| Alert                                    | 1      | 11 janvier    | 25 janvier  |
| Le Tatoueur d'Auschwitz                  | 1      | 22 janvier    | 29 janvier  |
| Mémoire vive                             | 1      | 18 février    | 25 février  |
| Nouveau jour                             | 1      | 30 juin       | En cours    |

### Diffusées sur les plateformes de streaming

#### Séries américaines et britanniques
| Série                             | Saison  | Date de début | Date de fin | Notes           |
| Disney+                           | Disney+ | Disney+       | Disney+     | Disney+         |
| --------------------------------- | ------- | ------------- | ----------- | --------------- |
| Les Simpson                       | 36      | 3 janvier     | En cours    |                 |
| Chair de poule : disparitions     | 2       | 10 janvier    | 10 janvier  |                 |
| Tracker                           | 2       | 15 janvier    | En cours    | Renouvelée      |
| High Potential                    | 1       | 23 janvier    | En cours    | Renouvelée      |
| Paradise                          | 1       | 28 janvier    | En cours    | Renouvelée      |
| Votre fidèle serviteur Spider-Man | 1       | 29 janvier    | 19 février  |                 |
| A Thousand Blows                  | 1       | 21 février    | 21 février  | Renouvelée      |
| Abbott Elementary                 | 4       | 26 février    | En cours    | Renouvelée      |
| Netflix                           |         |               |             |                 |
| Tu me manques                     | 1       | 1er janvier   | 1er janvier |                 |
| À l'aube de l'Amérique            | 1       | 9 janvier     | 9 janvier   | Mini-série      |
| La Famille Upshaw                 | 4       | 9 janvier     | 9 janvier   | Renouvelée      |
| XO, Kitty                         | 2       | 16 janvier    | 16 janvier  | Renouvelée      |
| The Night Agent                   | 2       | 23 janvier    | 23 janvier  | Renouvelée      |
| The Recruit                       | 2       | 30 janvier    | 30 janvier  |                 |
| Mo                                | 2       | 30 janvier    | 30 janvier  | Dernière saison |
| À l'ombre des Magnolias           | 4       | 6 février     | 6 février   |                 |
| The Exchange                      | 2       | 13 février    | 13 février  |                 |
| Zero Day                          | 1       | 20 février    | 20 février  |                 |
| La Meneuse                        | 1       | 27 février    | 27 février  |                 |
| Toxic Town                        | 1       | 27 février    | 27 février  |                 |
| Prime Video                       |         |               |             |                 |
| Countdown                         | 1       | 25 juin       | En cours    |                 |
| Ballard                           | 1       | 9 juillet     | 9 juillet   |                 |
| Max                               |         |               |             |                 |
|                                   |         |               |             |                 |

#### Séries françaises
- Netflix : saison 1 de Super Mâles à partir du 24 janvier.
- Disney+ : saison 2 de Bref à partir du 14 février.
- Netflix : Astérix et Obélix : Le Combat des chefs (mini-série) à partir du 30 avril.

#### Séries espagnoles
- Netflix : saison 3 de Machos alfa à partir du 10 janvier.
- Disney+ : saison 1 de Whiskey on the Rocks à partir du 22 janvier.
- Disney+ : saison 1 de Garde partagée à partir du 24 janvier.
- Netflix : saison 2 de La Petite Fille sous la neige à partir du 31 janvier.
- Netflix : saison 4 de Valeria à partir du 14 février.

#### Séries israéliennes
- x

#### Séries polonaises
- Netflix : saison 1 des Chiens de la colline à partir du 8 janvier.

#### Séries danoises
- x

#### Séries italiennes
- x

#### Séries argentines
- x

#### Séries australiennes
- Netflix : saison 1 d'Apple Cider Vinegar à partir du 6 février.

#### Séries norvégiennes
- Netflix : saison 1 de Cassandra à partir du 6 février.

#### Séries allemandes
- x

#### Séries canadiennes
- x

#### Séries turques
- x

#### Séries coréennes
- x

#### Séries japonaises
- Netflix : saison 1 d'Asura à partir du 9 janvier.

#### Séries roumaines
- Netflix : saison 1 de Subteran à partir du 8 janvier.

#### Séries suédoises
- Netflix : saison 1 du crime à la racine à partir du 7 janvier.
- Netflix : saison 1 de Meurtres à Åre à partir du 6 février.

#### Séries mexicaines
- Netflix : saison 2 de Bandidos à partir du 3 janvier.

## Décès en 2025

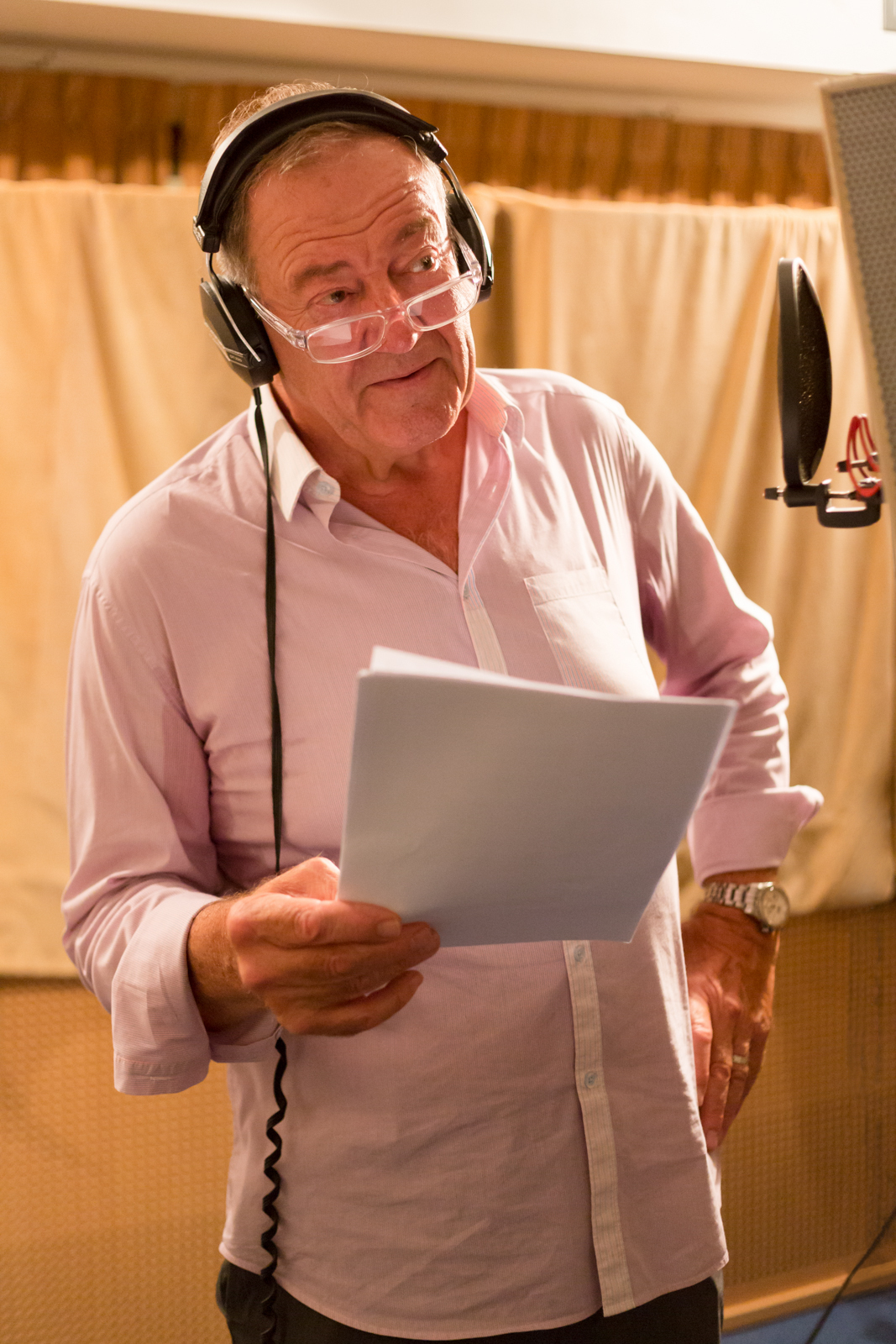
Benoit Allemane.

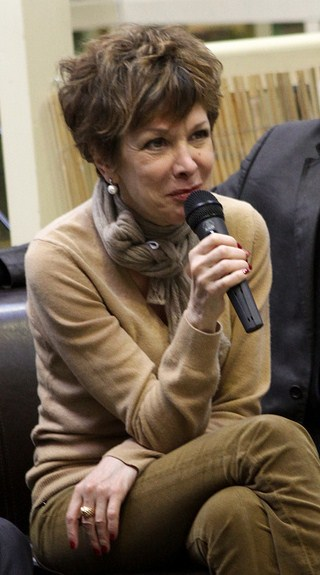
Catherine Laborde.

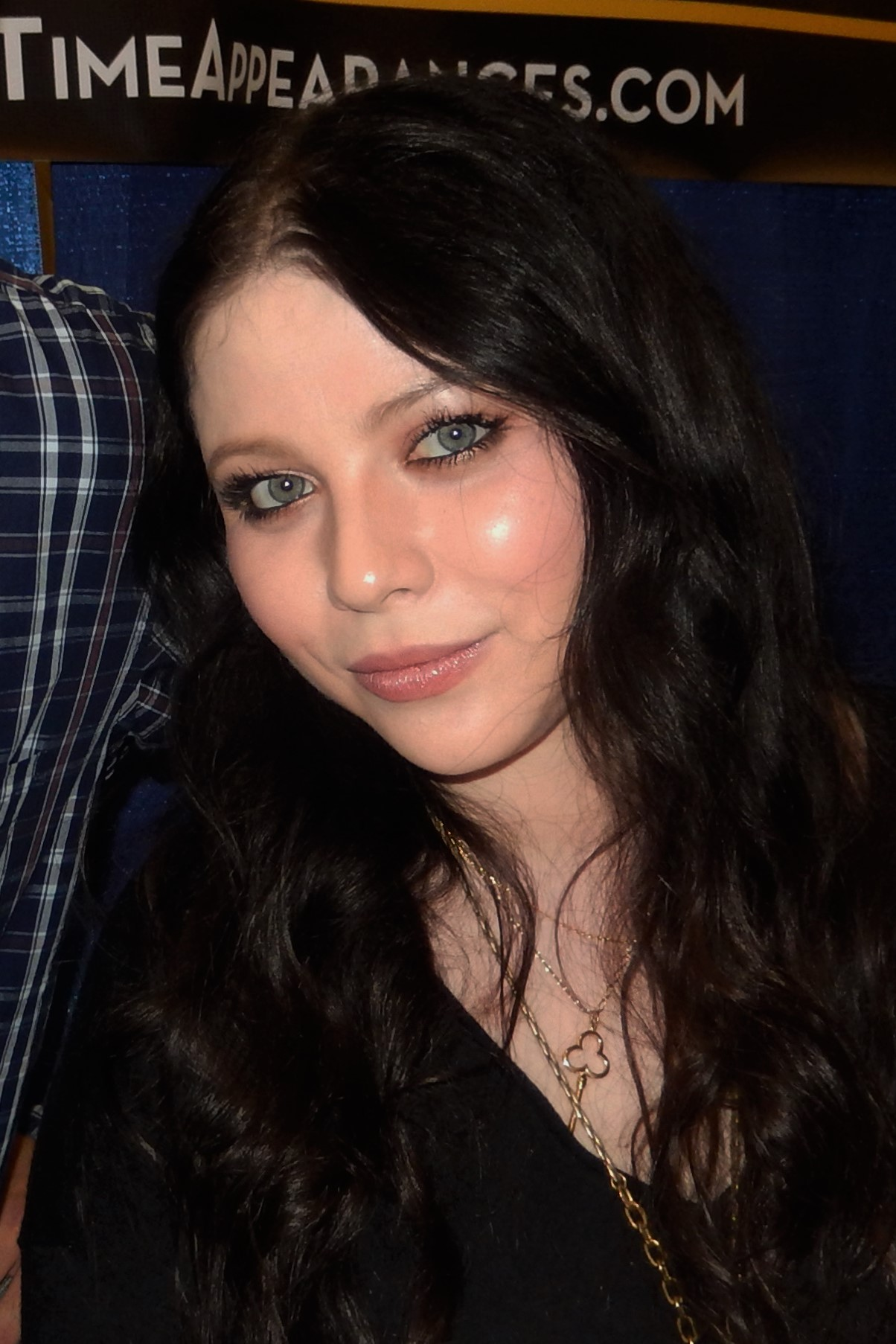
Michelle Trachtenberg.

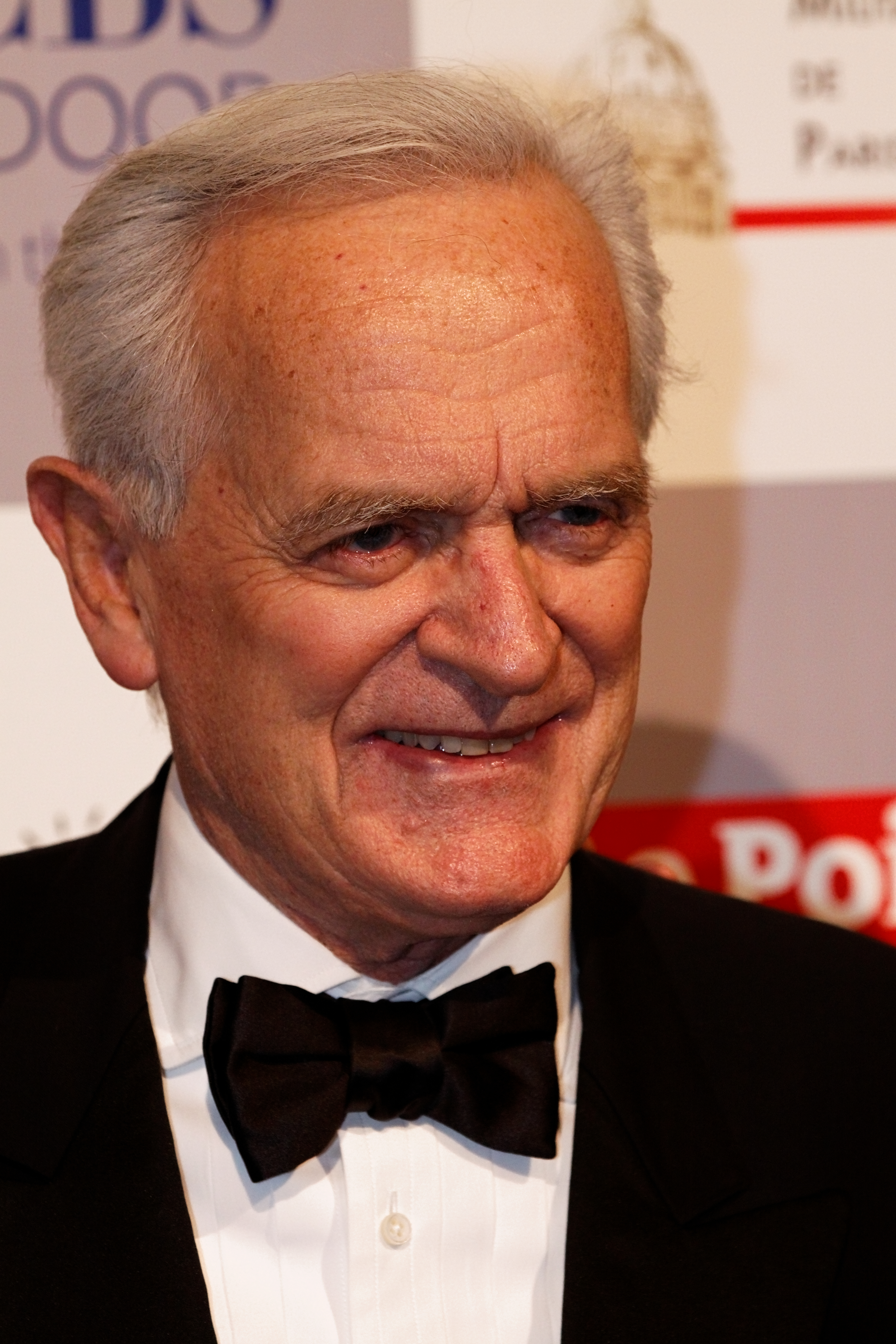
Philippe Labro.

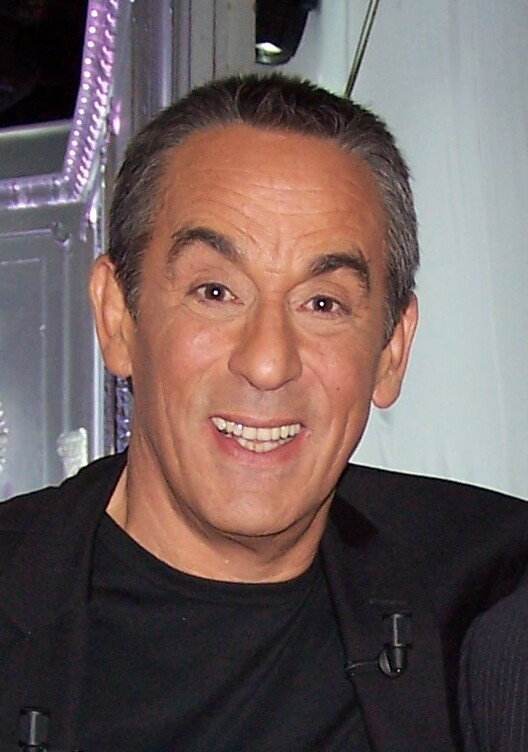
Thierry Ardisson.

- 5 janvier : Benoît Allemane (comédien français, voix française de Morgan Freeman)
- 28 janvier : Catherine Laborde (présentatrice météo française)
- 26 février : Michelle Trachtenberg (actrice américaine)
- 4 juin : Philippe Labro (animateur et producteur cinéma français)
- 14 juillet : Thierry Ardisson (présentateur et producteur français)

## Récompenses et distinctions
- x